# آمون مسس
أمنمسي (ويُعرف أيضًا باسم أمنمسيس أو أمنموسي) كان الملك الخامس من الأسرة المصرية التاسعة عشر في مصر القديمة، وربما كان ابن الملك مرنبتاح والملكة تاخعت. يعتبره آخرون أحد الأبناء العديدين للملك رمسيس الثاني. يُعرف القليل عن هذا الملك الذي حكم مصر لمدة تتراوح بين ثلاث إلى أربع سنوات. يؤرخ العديد من علماء المصريات فترة حكمه بين 1202 ق.م–1199 ق.م أو 1203 ق.م–1200 ق.م مع تواريخ أخرى تُعطي بداية حكمه في عام 1200 ق.م. يعني اسم أمنمسي "المولود من أو المُشكل من آمون" في اللغة المصرية. بالإضافة إلى ذلك، يمكن العثور على اسمه الشخصي مع اللقب حقا-واست, والذي يعني "حاكم طيبة". وكان اسمه الملكي من مي رع ستب إن رع.

## مدعِ للعرش
من المحتمل أن أمنمسي لم يكن الوريث المقصود للملك مرنبتاح. وقد نظّر العلماء كينيث كيتشن ويورغن فون بيكيرات أن أمنمسي اغتصب العرش من سيتي-مرنبتاح، الذي كان ابن مرنبتاح وولي العهد وكان من المفترض أن يكون التالي في خط الخلافة الملكية. من غير الواضح كيف حدث هذا. كتب كيتشن أن أمنمسي ربما استغل لحظة ضعف لسيتي-مرنبتاح أو استولى على السلطة بينما كان ولي العهد بعيدًا في آسيا. على الأرجح أن سيتي-مرنبتاح هو نفس الشخص الذي أصبح الملك سيتي الثاني، الذي كان يُعتقد تقليديًا أن حكمه تبع حكم أمنمسي. تم محو ثم إعادة طلاء خراطيش قبر سيتي الثاني في صعيد مصر عمدًا، مما يشير إلى أن حكم سيتي في صعيد مصر تم مقاطعته مؤقتًا من قبل عملاء أخيه غير الشقيق. يسود الغموض عمومًا حول حكم أمنمسي وموقعه الصحيح داخل تسلسل خلافة حكام الأسرة التاسعة عشرة في مصر. ومع ذلك، فإن عددًا متزايدًا من علماء المصريات اليوم مثل رولف كراوس وأيدان دودسون يؤكدون أن سيتي الثاني كان في الواقع الخليفة المباشر لمرنبتاح "دون أي حكم وسيط من قبل أمنمسي". في ظل هذا السيناريو، لم يخلف أمنمسي مرنبتاح على عرش مصر بل كان ملكًا منافسًا اغتصب السلطة في وقت ما خلال السنوات 2 إلى 4 من حكم سيتي الثاني في صعيد مصر والنوبة حيث تم توثيق سلطته بشكل كبير. تم توثيق أمنمسي في السلطة في طيبة خلال سنته الثالثة والرابعة (وربما في وقت سابق في النوبة) حيث لم يتم حساب سنة 3 وسنة 4 لسيتي الثاني بشكل ملحوظ. يعامل أمنمسي كملك منافس أيضًا يفسر بشكل أفضل نمط التدمير لقبر سيتي الثاني الذي نُهب في البداية ثم أعيد ترميمه لاحقًا من قبل مسؤولي سيتي الثاني. وهذا يشير إلى أن حكمي أمنمسي وسيتي الثاني كانا متوازيين؛ حيث كان سيتي الثاني يسيطر في البداية على طيبة في سنته الأولى والثانية حيث تم حفر قبره وتزيينه جزئيًا. ثم تم عزل سيتي من السلطة في صعيد مصر بواسطة أمنمسي الذي قام عملاؤه بتدنيس قبر سيتي الثاني. وأخيرًا، هزم سيتي منافسه أمنمسي وعاد إلى طيبة منتصرًا حيث أمر بترميم قبره التالف.
اقترح رولف كراوس، وتبعه أيدان دودسون، أن أمنمسي كان نائبًا لكوش يدعى مسوي. على وجه الخصوص، تظهر صورتان لمسوي في معبد أميدا أن الصل الملكي قد أضيف إلى جبينه بطريقة تتفق مع الملوك الآخرين مثل حورمحب، مرنبتاح وبعض أبناء رمسيس الثالث. نقش في معبد أمادا يسميه أيضًا "ابن الملك نفسه" ولكن هذا قد يكون مجرد تعبير مجازي للتأكيد على مكانة مسوي العالية كنائب تحت عرش مرنبتاح. ومع ذلك، يلاحظ فرانك يوركو أن الصور المختلفة لمسوي في عدة معابد نوبية لم يتم تشويهها بشكل متعمد من قبل عملاء سيتي الثاني مقارنة مع العقوبة التي فرضت على جميع صور نائب كوش الآخر، خع إم تر، الذي خدم كوزير لأمنمسي. هذا يشير بقوة إلى أن سيتي الثاني لم يكن يحمل ضغينة ضد مسوي، وهو أمر غير محتمل إذا كان مسوي بالفعل أمنمسي. يلاحظ يوركو أيضًا أن الأشياء الوحيدة من قبر مسوي التي حددت فرعونًا ذكرت فقط مرنبتاح، والد سيتي الثاني، مما يؤدي إلى الاستنتاج أن مسوي مات ودُفن في قبره في عنيبة، بالنوبة، خلال حكم مرنبتاح، ولا يمكن أن يكون أمنمسي.
هناك أيضًا اقتراح بأن حكاية "قصة الأخوين"، التي وُجدت لأول مرة على بردية من عهد سيتي الثاني، قد تحتوي على إشارة مستترة إلى الصراع بين أمنمسي وسيتي الثاني.
تكشف سجلات قضية جنائية في بداية عهد سيتي الثاني بعض الضوء على الموضوع. حيث تسجل بردية صولت 124 أن نفرحتب، أحد رئيسي العمال في جبانة دير المدينة، قُتل خلال عهد أمنمسي (اسم الملك مكتوب كـمسي في الوثيقة). وتم استبدال نفرحتب بـبانب ابنه المتبنى، الذي وُجهت إليه العديد من الجرائم من قبل أخي نفرحتب، أمون نخت، في اتهام شديد اللهجة محفوظ على بردية في المتحف البريطاني. وإذا كانت ادعاءات أمون نخت صحيحة، فإن بانب قد سرق حجارة لتجهيز قبره الخاص من قبر سيتي الثاني أثناء اكتماله، بالإضافة إلى سرقة أو إتلاف ممتلكات أخرى تخص هذا الملك. أيضًا، يُزعم أنه حاول قتل نفرحتب رغم أنه هو من علمه، وبعد أن قُتل رئيس العمال على يد "العدو" رشا الوزير بارع إم حب ليغتصب مكانه. بغض النظر عن صحة هذه الاتهامات، من الواضح أن طيبة كانت تمر بأوقات عصيبة جدًا. هناك إشارات في أماكن أخرى إلى "حرب" وقعت خلال هذه السنوات، لكن ليس من الواضح إلى ماذا تشير هذه الكلمة—ربما لا تشير إلا إلى اضطرابات داخلية واستياء. اشتكى نفرحتب من الهجمات عليه إلى الوزير أمنموسي، الذي كان على الأرجح سلف بارع إم حب، حيث عاقب أمنموسي بانب. ومع ذلك، قدم بانب شكوى ناجحة أمام 'موس'/'مسي'، حيث قرر الأخير إقالة أمنموسي من منصبه. من الواضح أن هذا 'موس'/'مسي' كان شخصًا ذا أهمية كبيرة، وعلى الأرجح يجب التعرف عليه كالملك أمنمسي نفسه.

## أسرته
والدته معروفة بأنها الملكة تاخعت، ولكن من هي بالضبط مسألة تفسير معقدة بسبب إعادة كتابة النقوش بواسطة سيتي الثاني وأمنمسي. من بين ألقابها "ابنة الملك"، مما يجعلها ابنة مرنبتاح أو رمسيس الثاني أو ربما حفيدة رمسيس. يظهر اسم تاخعت في قائمة الأميرات المؤرخة في السنة 53 من عهد رمسيس الثاني (متحف اللوفر 666). إذا كانت هذه هي نفس تاخعت، فستكون بنفس عمر سيتي الثاني تقريبًا.
يتضمن نصب تذكاري من الكرنك، منحوت بينما كان أمنمسي يسيطر على المنطقة، نقشًا لامرأة تحمل لقب "ابنة الملك" و"أم الملك". تم إعادة نقش النصب من "الأم" إلى "الزوجة". تمثال آخر لسيتي الثاني (Cairo CG1198) يحمل اسم سيتي مكتوب فوق اسم شخص آخر بينما لم يتم تغيير أسماء تاخعت. وهذا يشير إلى أن تاخعت كانت متزوجة من سيتي وكذلك أمًا لأمنمسي. يعتقد آخرون مثل فرانك يوركو أن تاخعت كانت زوجة لمرنبتاح مما يجعل سيتي الثاني وأمنمسي أخوين غير شقيقين.
يفترض البعض أن تاوسرت، زوجة سيتي الثاني، كانت شقيقته. وكانت زوجة أمنمسي يعتقد أنها امرأة تدعى باكت ورنر لأنها دُفنت في نفس القبر مع أمنمسي، مقبرة 10 (وإن كانت الدلائل تشير إلى أن هذه الملكة لك تكن زوجة أمنمسي بل زوجة الملك رمسيس التاسع وبسبب هذه الحقيقة، كان يعتقد سابقا أنها كانت زوجة أمونمسي نفسه.
). كانت هناك ثلاث مومياوات في البداية في هذا القبر، امرأتان ورجل واحد. ليس من المؤكد ما إذا كانت أي من هذه البقايا تخص أمنمسي، تاخعت، أو باكت ورنر. قد تكون المرأتان باكتورنر وتاخعت قد دُفنتا لاحقًا. يعتقد بعض الناس أن سيتي الثاني اقتحم القبر ودنس رفات أمنمسي لأن مومياءه لم يتم العثور عليها أبدًا.
يُعتقد أن ستة تماثيل من الكوارتزيت التي وضعت في الأصل على طول محور قاعة الأعمدة الكبرى في معبد آمون في الكرنك تخصه، على الرغم من أنه تم تشويهها وإعادة نقشها باسم سيتي الثاني. أحد هذه التماثيل، مع النقش "الزوجة الملكية العظيمة تاخعت"، يعزز الحجة القائلة بأن تاخعت كانت زوجة أمنمسي. كان أمنمسي مسؤولًا أيضًا عن ترميم مزار يعود إلى عهد تحتمس الثالث ويقف أمام معبد في الطود.
هناك ارتباك حول الأحداث المحيطة بوفاته. لم تكن مومياؤه من بين تلك الموجودة في خبيئة الدير البحري، ومن تدمير قبره في وادي الملوك، يُفترض أن سيتي الثاني انتقم من أخيه غير الشقيق المغتصب للعرش.

## تحليل
دفن أمنمسي في قبر محفور في الصخر في وادي الملوك والذي يُعرف الآن بالمقبرة 10. ومع ذلك، تم مسح أو اغتصاب جميع نصوصه ومشاهده تقريبًا بواسطة وكلاء سيتي الثاني. لم تُبقَ أي ذكرى لأمنمسي. تعرض عدد من المسؤولين المرتبطين بأمنمسي للهجوم أو الاستبدال، أبرزهم رئيس كهنة آمون في طيبة، رومع - روي، وخع إم تر، نائب الملك السابق في كوش، الذين قد يكونون دعموا اغتصاب أمنمسي للعرش.
تم نهب قبر أمنمسي في العصور القديمة. ومع ذلك، تم العثور على بقايا ثلاث مومياوات في هذا القبر، امرأتين ورجل واحد، ولا يُعرف ما إذا كانت أي من هذه البقايا تخص أمنمسي، تاخعت، أو باكتورنر دون إجراء اختبارات إضافية أو ما إذا كانت هذه البقايا جاءت نتيجة دفنات لاحقة. ومع ذلك، يبدو من الأرجح أن سيتي الثاني دنس رفات أمنمسي لأن مومياءه لم تُعثر عليها "في أي من الخبيئتين الكبيرتين للمومياوات الملكية التي تم العثور عليها في 1881 و1901". تشير النقوش المتبقية التي تذكر اسم تاخعت إلى جانب نقوش الجدران إلى أنها دفنت في قبر أمنمسي. وُجدت أيضًا آثار من قبور سيتي الأول ورمسيس السادس في القبر 10 مما زاد من حالة عدم اليقين. بعد وفاته، قام سيتي الثاني بحملة لعنة النسيان ضد ذكرى وزير أمنمسي، خع ام تر. يلاحظ عالم المصريات فرانك يوركو أن وكلاء سيتي الثاني محوا جميع تمثيلات ونقوش خع ام تر - حتى تلك التي نُقشت عندما كان يخدم كنائب في النوبة.
من الممكن أن يكون سابتاح، الملك الذي خلف سيتي الثاني، هو ابن أمنمسي وليس ابن سيتي الثاني. يُظهر تمثال لسابتاح في ميونخ الملك جالسًا في حضن آخر، من الواضح أنه والده. ومع ذلك، تم تدمير تمثال الأب. يكتب دودسون:
| آمون مسس | الملك الوحيد في تلك الفترة الذي كان بإمكانه الترويج لمثل هذا التدمير هو أمنمسي، وكذلك هو الملك الوحيد الذي تطلب أبناؤه هذا الترويج الصريح. من المحتمل أن يكون تدمير هذا التمثال قد حدث بعد سقوط المستشار باي أو وفاة سابتاح نفسه، عندما انتهت أي إعادة تأهيل قصيرة الأمد لأمنمسي. | آمون مسس |

## كتب
- Darrell D. Baker: The Encyclopedia of the Egyptian Pharaohs, Volume I: Predynastic to the Twentieth Dynasty (3300-1069 BC). Bannerstone Press, London 2008, (ردمك 978-1-905299-37-9), S. 50–52.
- Aidan Dodson: King Amenmesse at Riqqa. In: Göttinger Miszellen. (GM) Bd. 117, 1990, S. 153–156.
- إيريك هورنونغ: The New Kingdom. In: Erik Hornung, Rolf Krauss, David A. Warburton (Hrsg.): Ancient Egyptian Chronology (= Handbook of Oriental studies. Section One. The Near and Middle East. Band 83). Brill, Leiden/Boston 2006, (ردمك 978-90-04-11385-5), S. 197–217 (Online).
- كينيث كيتشن: Amenmesses in Northern Egypt. In: Göttinger Miszellen. Bd. 99, 1987, S. 23–26.
- Rolf Krauss: Zur historischen Einordnung Amenmesses und zur Chronologie der 19./20. Dynastie. In: Göttinger Miszellen. Bd. 45, 1981, S. 27–34.
- Rolf Krauss: Untersuchungen zu König Amenmesse. Nachträge. In: Studien zur altägyptischen Kultur. Band 24, 1998 S. 161–184.
- Rolf Krauss: Das Moses Rätsel. Auf den Spuren einer biblischen Erfindung. Ullstein, München 2001, ISBN 3-550-07172-8.
- Thomas Schneider: Lexikon der Pharaonen. Albatros, Düsseldorf 2002, ISBN 3-491-96053-3, S. 71-72.

## وصلات خارجية
- KV-10 at The Theban Mapping Project
- Amenmesse the Real Moses

## اقرأ أيضا
- سيتي الثاني
- مقبرة 10